# Tour de Suisse 2023
 (mai 2024).
Si vous disposez d'ouvrages ou d'articles de référence ou si vous connaissez des sites web de qualité traitant du thème abordé ici, merci de compléter l'article en donnant les références utiles à sa vérifiabilité et en les liant à la section « Notes et références ».
La 86e édition du Tour de Suisse a lieu du 11 au 18 juin 2023. La course cycliste se déroule en Suisse entre Einsiedeln et Abtwil sur un format de huit étapes dont deux contre-la-montre et un total de 1 097 km.
L'épreuve fait partie du calendrier UCI World Tour 2023 en catégorie 1.UWT.
Cette édition est marquée par le décès de Gino Mäder lors de la cinquième étape.

## Présentation

### Parcours
La première étape se déroule contre-la-montre avec départ et arrivée à Einsiedeln dans le canton de Schwytz et au bord du lac de Sihl pour un parcours assez plat de 12,7 km. Bien que vallonnée, la deuxième étape composée de plusieurs boucles différentes autour et aux alentours du lac de Sempach (arrivée à Nottwil dans le canton de Lucerne) devrait convenir aux sprinteurs. La troisième étape partant de Tavel dans la canton de Fribourg s'oriente rapidement vers le sud et les premiers contreforts des Alpes avec le franchissement du col des Mosses (col de 1re catégorie, sommet à 33 km de l'arrivée) puis la montée finale d'une dizaine de kilomètres vers Villars-sur-Ollon (canton de Vaud), unique arrivée au sommet du Tour de Suisse 2023. Partant de Monthey, les 70 premiers kilomètres de la quatrième étape longent la vallée du Rhône et sont totalement plats. Ensuite, les coureurs grimpent vers la station de Crans-Montana (col de 1re catégorie), où le Tour d'Italie a fait étape quelques semaines plus tôt, puis, après une descente ramenant à la même vallée du Rhône, ils montent le col de Dorben (col de 1re catégorie) dont le sommet se situe à quatre kilomètres de l'arrivée à Loèche-les-Bains dans le canton du Valais.
La cinquième étape longue de 211 kilomètres franchit trois cols mythiques des Alpes suisses. Dans le premier tiers du parcours, les cols de la Furka (hors-catégorie) et de l'Oberalp (col de 1re catégorie) sont escaladés avant une partie d'étape plus calme. Mais en fin de parcours, le col de l'Albula (hors-catégorie) se dresse sur le tracé des coureurs avec le sommet situé à 10 km de l'arrivée en descente vers La Punt dans la canton des Grisons. Le lendemain, les coureurs franchissent de nouveau le col de l’Albula mais par la face opposée à celle grimpée la veille. Ensuite la plus longue étape de ce Tour de Suisse (216 km) ne présente plus de grosses difficultés si ce n'est l'arrivée en montée de 2 400 m à Oberwil-Lieli dans le canton d'Argovie. Au départ du petit village de Tübach, dans le canton de Saint-Gall, la septième étape, bien que ponctuée de quatre cols, pourrait convenir aux sprinteurs ou à une échappée. Le tracé arpente la région au sud du lac de Constance et arrive à Weinfelden dans le canton de Thurgovie. La dernière étape est courue sous la forme d'un contre-la-montre sur une distance de 25,7 kilomètres vallonnés entre Saint-Gall et le village d'Abtwil (commune de Gaiserwald ) dans le canton de Saint-Gall.
Une avalanche de rochers à Brienz nécessite le déplacement du départ de la sixième étape à Coire. Finalement, cette étape est annulée mais parcourue en cortège sur les 30 derniers kilomètres en raison du décès de Gino Mäder.

### Équipes
Le Tour de Suisse figurant au calendrier de l'UCI World Tour, les dix-huit WorldTeams y participent. Cinq ProTeams sont invitées. Vingt-trois équipes de sept coureurs participent ainsi à ce Tour de Suisse :
| WorldTeams (18)- AG2R Citroën Team - Alpecin-Deceuninck - Astana Qazaqstan Team - Bahrain Victorious - Bora-Hansgrohe - Cofidis - EF Education-EasyPost - Groupama-FDJ - Ineos Grenadiers - Intermarché-Circus-Wanty - Jumbo-Visma - Movistar Team - Soudal Quick-Step - Arkéa-Samsic - Team DSM - Team Jayco AlUla - Trek-Segafredo - UAE Team Emirates ProTeams (5)- Israel-Premier Tech - Lotto Dstny - Q36.5 Pro Cycling Team - TotalEnergies - Tudor Pro Cycling Team |
| |

### Favoris
Les favoris à la victoire finale sont le jeune Espagnol Juan Ayuso (UAE Emirates), troisième du dernier Tour d'Espagne et son coéquipier australien Jay Vine, le Britannique Tom Pidcock (Ineos Grenadiers), le Néerlandais Wilco Kelderman (Jumbo-Visma), le Colombien Sergio Higuita (Bora Hansgrohe), deuxième de l'édition précédente, et son jeune coéquipier belge Cian Uijtdebroeks, le Français Romain Bardet (DSM), le Britannique Neilson Powless (EF Education), le Portugais Rui Costa (Intermarché Circus Wanty), triple vainqueur du Tour de Suisse de 2012 à 2014, le Danois Jakob Fuglsang (Israel Premier Tech), deux fois troisième en 2021 et 2022, le Suisse Gino Mäder et l'Espagnol Pello Bilbao (Bahrain Victorious). Le 2 juin, l’équipe Soudal Quick-Step officialise le retour à la compétition au Tour de Suisse du Belge champion du monde Remco Evenepoel après son abandon au Giro en raison du Covid. Le Belge Wout van Aert (Jumbo-Visma) devrait plutôt viser certaines victoires d'étape ou le maillot noir du classement par points.
Le niveau est très élevé pour les deux contre-la-montre avec les participations de Stefan Küng (Groupama FDJ), Rohan Dennis (Jumbo-Visma) et Stefan Bissegger (EF Education) en plus d'Evenepoel et de van Aert.

## Étapes
| Étape     | Date    | Villes étapes               | type                        | Distance (km) | Dénivelé (m) | Vainqueur d'étape | Leader du classement général |
| --------- | ------- | --------------------------- | --------------------------- | ------------- | ------------ | ----------------- | ---------------------------- |
| 1re étape | 11 juin | Einsiedeln – Einsiedeln     | contre-la-montre individuel | 12,7          | 90 m         | Stefan Küng       | Stefan Küng                  |
| 2e étape  | 12 juin | Beromünster – Nottwil       | étape de plaine             | 173,7         | 1 890 m      | Biniam Girmay     | Stefan Küng                  |
| 3e étape  | 13 juin | Tavel – Villars-sur-Ollon   | étape de montagne           | 143,8         | 2 677 m      | Mattias Skjelmose | Mattias Skjelmose            |
| 4e étape  | 14 juin | Monthey – Loèche-les-Bains  | étape de montagne           | 152,5         | 2 790 m      | Felix Gall        | Felix Gall                   |
| 5e étape  | 15 juin | Fiesch – La Punt Chamues-ch | étape de montagne           | 211           | 4 710 m      | Juan Ayuso        | Mattias Skjelmose            |
| 6e étape  | 16 juin | Coire – Oberwil-Lieli       | étape vallonnée             | 140,9         | 1 938 m      | étape neutralisée | Mattias Skjelmose            |
| 7e étape  | 17 juin | Tübach – Weinfelden         | étape de moyenne montagne   | 183,5         | 2 203 m      | Remco Evenepoel   | Mattias Skjelmose            |
| 8e étape  | 18 juin | Saint-Gall – Gaiserwald     | contre-la-montre individuel | 25,7          | 415 m        | Juan Ayuso        | Mattias Skjelmose            |

## Déroulement de la course

### 1reétape
| \| Classement de l'étape \| Classement de l'étape \| Classement de l'étape \| Classement de l'étape \| Classement de l'étape \| \| Coureur \| Coureur \| Pays \| Équipe \| Temps \| \| --------------------- \| --------------------- \| --------------------- \| --------------------- \| --------------------- \| \| 1er \| Stefan Küng \| Suisse \| Groupama-FDJ \| 13 min 31 s \| \| 2e \| Remco Evenepoel \| Belgique \| Soudal Quick-Step \| + 6 s \| \| 3e \| Wout van Aert \| Belgique \| Jumbo-Visma \| + 10 s \| \| 4e \| Magnus Sheffield \| États-Unis \| Ineos Grenadiers \| + 11 s \| \| 5e \| Johan Price-Pejtersen \| Danemark \| Bahrain Victorious \| + 17 s \| \| 6e \| Mattias Skjelmose \| Danemark \| Trek-Segafredo \| + 19 s \| \| 7e \| Stefan Bissegger \| Suisse \| EF Education-EasyPost \| + 20 s \| \| 8e \| Matteo Sobrero \| Italie \| Team Jayco AlUla \| + 20 s \| \| 9e \| Kasper Asgreen \| Danemark \| Soudal Quick-Step \| + 23 s \| \| 10e \| Juan Ayuso \| Espagne \| UAE Team Emirates \| + 25 s \| |                       |            |                       |             |
| |                       |            |                       |             |
| Source : ProCyclingStats |                       |            |                       |             |
| Classement de l'étape |                       |            |                       |             |
| Coureur | Coureur               | Pays       | Équipe                | Temps       |
| 1er | Stefan Küng           | Suisse     | Groupama-FDJ          | 13 min 31 s |
| 2e | Remco Evenepoel       | Belgique   | Soudal Quick-Step     | + 6 s       |
| 3e | Wout van Aert         | Belgique   | Jumbo-Visma           | + 10 s      |
| 4e | Magnus Sheffield      | États-Unis | Ineos Grenadiers      | + 11 s      |
| 5e | Johan Price-Pejtersen | Danemark   | Bahrain Victorious    | + 17 s      |
| 6e | Mattias Skjelmose     | Danemark   | Trek-Segafredo        | + 19 s      |
| 7e | Stefan Bissegger      | Suisse     | EF Education-EasyPost | + 20 s      |
| 8e | Matteo Sobrero        | Italie     | Team Jayco AlUla      | + 20 s      |
| 9e | Kasper Asgreen        | Danemark   | Soudal Quick-Step     | + 23 s      |
| 10e | Juan Ayuso            | Espagne    | UAE Team Emirates     | + 25 s      |

| \| Classement général \| Classement général \| Classement général \| Classement général \| Classement général \| \| Coureur \| Coureur \| Pays \| Équipe \| Temps \| \| ------------------ \| --------------------- \| ------------------ \| --------------------- \| ------------------ \| \| 1er \| Stefan Küng \| Suisse \| Groupama-FDJ \| 13 min 31 s \| \| 2e \| Remco Evenepoel \| Belgique \| Soudal Quick-Step \| + 6 s \| \| 3e \| Wout van Aert \| Belgique \| Jumbo-Visma \| + 10 s \| \| 4e \| Magnus Sheffield \| États-Unis \| Ineos Grenadiers \| + 11 s \| \| 5e \| Johan Price-Pejtersen \| Danemark \| Bahrain Victorious \| + 17 s \| \| 6e \| Mattias Skjelmose \| Danemark \| Trek-Segafredo \| + 19 s \| \| 7e \| Stefan Bissegger \| Suisse \| EF Education-EasyPost \| + 20 s \| \| 8e \| Matteo Sobrero \| Italie \| Team Jayco AlUla \| + 20 s \| \| 9e \| Kasper Asgreen \| Danemark \| Soudal Quick-Step \| + 23 s \| \| 10e \| Juan Ayuso \| Espagne \| UAE Team Emirates \| + 25 s \| |                       |            |                       |             |
| |                       |            |                       |             |
| Source : ProCyclingStats |                       |            |                       |             |
| Classement général |                       |            |                       |             |
| Coureur | Coureur               | Pays       | Équipe                | Temps       |
| 1er | Stefan Küng           | Suisse     | Groupama-FDJ          | 13 min 31 s |
| 2e | Remco Evenepoel       | Belgique   | Soudal Quick-Step     | + 6 s       |
| 3e | Wout van Aert         | Belgique   | Jumbo-Visma           | + 10 s      |
| 4e | Magnus Sheffield      | États-Unis | Ineos Grenadiers      | + 11 s      |
| 5e | Johan Price-Pejtersen | Danemark   | Bahrain Victorious    | + 17 s      |
| 6e | Mattias Skjelmose     | Danemark   | Trek-Segafredo        | + 19 s      |
| 7e | Stefan Bissegger      | Suisse     | EF Education-EasyPost | + 20 s      |
| 8e | Matteo Sobrero        | Italie     | Team Jayco AlUla      | + 20 s      |
| 9e | Kasper Asgreen        | Danemark   | Soudal Quick-Step     | + 23 s      |
| 10e | Juan Ayuso            | Espagne    | UAE Team Emirates     | + 25 s      |

### 2eétape
Dès le tout début de l'étape, le Suisse Michael Schär (AG2R Citroën) et le Canadien Nickolas Zukowsky (Q 36.5 Pro Cycling) forment l'échappée du jour et comptent jusqu'à un avantage de 4 min 35 s. sur le peloton. Mais, sous la conduite de l'équipe Groupama FDJ du maillot jaune Stefan Küng puis des équipes des sprinteurs, l'écart diminue. À 31 km de l'arrivée, une importante chute a lieu dans le peloton, retardant de nombreux coureurs parmi lesquels Jay Vine (UAE Emirates) qui était pointé parmi les favoris. Zukowsky lâche Schär pour franchir seul en tête le col de l'Oberarig mais est repris dans la foulée par le peloton à 21 km du terme. La victoire se joue au sprint. L'Érythréen Biniam Girmay (Intermarché Circus Wanty) s'impose d'une longueur devant Arnaud Démare et Wout van Aert.
| \| Classement de l'étape \| Classement de l'étape \| Classement de l'étape \| Classement de l'étape \| Classement de l'étape \| \| Coureur \| Coureur \| Pays \| Équipe \| Temps \| \| --------------------- \| --------------------- \| --------------------- \| ------------------------ \| --------------------- \| \| 1er \| Biniam Girmay \| Érythrée \| Intermarché-Circus-Wanty \| 3 h 53 min 37 s \| \| 2e \| Arnaud Démare \| France \| Groupama-FDJ \| + 0 s \| \| 3e \| Wout van Aert \| Belgique \| Jumbo-Visma \| + 0 s \| \| 4e \| Pavel Bittner \| Tchéquie \| Team DSM \| + 0 s \| \| 5e \| Peter Sagan \| Slovaquie \| TotalEnergies \| + 0 s \| \| 6e \| Jordi Meeus \| Belgique \| Bora-Hansgrohe \| + 0 s \| \| 7e \| Iván García Cortina \| Espagne \| Movistar Team \| + 0 s \| \| 8e \| Alex Aranburu \| Espagne \| Movistar Team \| + 0 s \| \| 9e \| Mike Teunissen \| Pays-Bas \| Intermarché-Circus-Wanty \| + 0 s \| \| 10e \| Cédric Beullens \| Belgique \| Lotto Dstny \| + 0 s \| |                     |           |                          |                 |
| |                     |           |                          |                 |
| Source : ProCyclingStats |                     |           |                          |                 |
| Classement de l'étape |                     |           |                          |                 |
| Coureur | Coureur             | Pays      | Équipe                   | Temps           |
| 1er | Biniam Girmay       | Érythrée  | Intermarché-Circus-Wanty | 3 h 53 min 37 s |
| 2e | Arnaud Démare       | France    | Groupama-FDJ             | + 0 s           |
| 3e | Wout van Aert       | Belgique  | Jumbo-Visma              | + 0 s           |
| 4e | Pavel Bittner       | Tchéquie  | Team DSM                 | + 0 s           |
| 5e | Peter Sagan         | Slovaquie | TotalEnergies            | + 0 s           |
| 6e | Jordi Meeus         | Belgique  | Bora-Hansgrohe           | + 0 s           |
| 7e | Iván García Cortina | Espagne   | Movistar Team            | + 0 s           |
| 8e | Alex Aranburu       | Espagne   | Movistar Team            | + 0 s           |
| 9e | Mike Teunissen      | Pays-Bas  | Intermarché-Circus-Wanty | + 0 s           |
| 10e | Cédric Beullens     | Belgique  | Lotto Dstny              | + 0 s           |

| \| Classement général \| Classement général \| Classement général \| Classement général \| Classement général \| \| Coureur \| Coureur \| Pays \| Équipe \| Temps \| \| ------------------ \| --------------------- \| ------------------ \| --------------------- \| ------------------ \| \| 1er \| Stefan Küng \| Suisse \| Groupama-FDJ \| 4 h 07 min 08 s \| \| 2e \| Remco Evenepoel \| Belgique \| Soudal Quick-Step \| + 5 s \| \| 3e \| Wout van Aert \| Belgique \| Jumbo-Visma \| + 6 s \| \| 4e \| Magnus Sheffield \| États-Unis \| Ineos Grenadiers \| + 11 s \| \| 5e \| Johan Price-Pejtersen \| Danemark \| Bahrain Victorious \| + 17 s \| \| 6e \| Mattias Skjelmose \| Danemark \| Trek-Segafredo \| + 19 s \| \| 7e \| Stefan Bissegger \| Suisse \| EF Education-EasyPost \| + 20 s \| \| 8e \| Matteo Sobrero \| Italie \| Team Jayco AlUla \| + 20 s \| \| 9e \| Kasper Asgreen \| Danemark \| Soudal Quick-Step \| + 23 s \| \| 10e \| Juan Ayuso \| Espagne \| UAE Team Emirates \| + 25 s \| |                       |            |                       |                 |
| |                       |            |                       |                 |
| Source : ProCyclingStats |                       |            |                       |                 |
| Classement général |                       |            |                       |                 |
| Coureur | Coureur               | Pays       | Équipe                | Temps           |
| 1er | Stefan Küng           | Suisse     | Groupama-FDJ          | 4 h 07 min 08 s |
| 2e | Remco Evenepoel       | Belgique   | Soudal Quick-Step     | + 5 s           |
| 3e | Wout van Aert         | Belgique   | Jumbo-Visma           | + 6 s           |
| 4e | Magnus Sheffield      | États-Unis | Ineos Grenadiers      | + 11 s          |
| 5e | Johan Price-Pejtersen | Danemark   | Bahrain Victorious    | + 17 s          |
| 6e | Mattias Skjelmose     | Danemark   | Trek-Segafredo        | + 19 s          |
| 7e | Stefan Bissegger      | Suisse     | EF Education-EasyPost | + 20 s          |
| 8e | Matteo Sobrero        | Italie     | Team Jayco AlUla      | + 20 s          |
| 9e | Kasper Asgreen        | Danemark   | Soudal Quick-Step     | + 23 s          |
| 10e | Juan Ayuso            | Espagne    | UAE Team Emirates     | + 25 s          |

### 3eétape
Depuis les premiers kilomètres de l'étape, quatre hommes forment l'échappée du jour : les Français Lilian Calmejane (Intermarché-Circus-Wanty) et Paul Ourselin (TotalEnergie), le Danois Alexander Kamp (Tudor Pro Cycling) et le Canadien détenteur du maillot à pois Nickolas Zukowsky (Q 36.5 Pro Cycling). L'avance des fuyards sur le peloton n'excède jamais les quatre minutes. Cet avantage fond pendant l'ascension du col des Mosses mais les fuyards conservent une maigre avance au sommet (où Lilian Calmejane passe en tête) avant d'être repris par le peloton dans la descente. Le peloton s'étire fortement et se fragmente dans cette descente. Dans la montée finale vers Villars-sur-Ollon (9,6 km à 8,1 % de pente moyenne), Remco Evenepoel place une attaque à 6,4 km du sommet. Les seuls Mattias Skjelmose (Trek Segafredo) et Felix Gall (AG2R Citroën) l'accompagnent mais ne prennent pas de relais. Toutefois le trio ne creuse pas un écart supérieur à 13 secondes. Les poursuivants étant sur le point de revenir sur le trio de tête, Felix Gall attaque à 2,5 km du terme mais il est rejoint à 1 200 m du but par Mattias Skjelmose qui attaque aux 500 mètres, gagne l'étape et s'empare du maillot jaune. Evenepoel, repris par le groupe de chasse, termine quatrième, devancé de neuf secondes par Juan Ayuso (UAE Emirates).
| \| Classement de l'étape \| Classement de l'étape \| Classement de l'étape \| Classement de l'étape \| Classement de l'étape \| \| Coureur \| Coureur \| Pays \| Équipe \| Temps \| \| --------------------- \| --------------------- \| --------------------- \| --------------------- \| --------------------- \| \| 1er \| Mattias Skjelmose \| Danemark \| Trek-Segafredo \| 3 h 29 min 14 s \| \| 2e \| Felix Gall \| Autriche \| AG2R Citroën Team \| + 3 s \| \| 3e \| Juan Ayuso \| Espagne \| UAE Team Emirates \| + 12 s \| \| 4e \| Remco Evenepoel \| Belgique \| Soudal Quick-Step \| + 21 s \| \| 5e \| Cian Uijtdebroeks \| Belgique \| Bora-Hansgrohe \| + 21 s \| \| 6e \| Pello Bilbao \| Espagne \| Bahrain Victorious \| + 21 s \| \| 7e \| Wilco Kelderman \| Pays-Bas \| Jumbo-Visma \| + 21 s \| \| 8e \| Rigoberto Urán \| Colombie \| EF Education-EasyPost \| + 21 s \| \| 9e \| Magnus Sheffield \| États-Unis \| Ineos Grenadiers \| + 37 s \| \| 10e \| Romain Bardet \| France \| Team DSM \| + 45 s \| |                   |            |                       |                 |
| |                   |            |                       |                 |
| Source : ProCyclingStats |                   |            |                       |                 |
| Classement de l'étape |                   |            |                       |                 |
| Coureur | Coureur           | Pays       | Équipe                | Temps           |
| 1er | Mattias Skjelmose | Danemark   | Trek-Segafredo        | 3 h 29 min 14 s |
| 2e | Felix Gall        | Autriche   | AG2R Citroën Team     | + 3 s           |
| 3e | Juan Ayuso        | Espagne    | UAE Team Emirates     | + 12 s          |
| 4e | Remco Evenepoel   | Belgique   | Soudal Quick-Step     | + 21 s          |
| 5e | Cian Uijtdebroeks | Belgique   | Bora-Hansgrohe        | + 21 s          |
| 6e | Pello Bilbao      | Espagne    | Bahrain Victorious    | + 21 s          |
| 7e | Wilco Kelderman   | Pays-Bas   | Jumbo-Visma           | + 21 s          |
| 8e | Rigoberto Urán    | Colombie   | EF Education-EasyPost | + 21 s          |
| 9e | Magnus Sheffield  | États-Unis | Ineos Grenadiers      | + 37 s          |
| 10e | Romain Bardet     | France     | Team DSM              | + 45 s          |

| \| Classement général \| Classement général \| Classement général \| Classement général \| Classement général \| \| Coureur \| Coureur \| Pays \| Équipe \| Temps \| \| ------------------ \| ------------------ \| ------------------ \| --------------------- \| ------------------ \| \| 1er \| Mattias Skjelmose \| Danemark \| Trek-Segafredo \| 7 h 36 min 31 s \| \| 2e \| Remco Evenepoel \| Belgique \| Soudal Quick-Step \| + 17 s \| \| 3e \| Juan Ayuso \| Espagne \| UAE Team Emirates \| + 24 s \| \| 4e \| Magnus Sheffield \| États-Unis \| Ineos Grenadiers \| + 39 s \| \| 5e \| Pello Bilbao \| Espagne \| Bahrain Victorious \| + 49 s \| \| 6e \| Rigoberto Urán \| Colombie \| EF Education-EasyPost \| + 56 s \| \| 7e \| Wilco Kelderman \| Pays-Bas \| Jumbo-Visma \| + 1 min 04 s \| \| 8e \| Ion Izagirre \| Espagne \| Cofidis \| + 1 min 05 s \| \| 9e \| Felix Gall \| Autriche \| AG2R Citroën Team \| + 1 min 07 s \| \| 10e \| Romain Bardet \| France \| Team DSM \| + 1 min 15 s \| |                   |            |                       |                 |
| |                   |            |                       |                 |
| Source : ProCyclingStats |                   |            |                       |                 |
| Classement général |                   |            |                       |                 |
| Coureur | Coureur           | Pays       | Équipe                | Temps           |
| 1er | Mattias Skjelmose | Danemark   | Trek-Segafredo        | 7 h 36 min 31 s |
| 2e | Remco Evenepoel   | Belgique   | Soudal Quick-Step     | + 17 s          |
| 3e | Juan Ayuso        | Espagne    | UAE Team Emirates     | + 24 s          |
| 4e | Magnus Sheffield  | États-Unis | Ineos Grenadiers      | + 39 s          |
| 5e | Pello Bilbao      | Espagne    | Bahrain Victorious    | + 49 s          |
| 6e | Rigoberto Urán    | Colombie   | EF Education-EasyPost | + 56 s          |
| 7e | Wilco Kelderman   | Pays-Bas   | Jumbo-Visma           | + 1 min 04 s    |
| 8e | Ion Izagirre      | Espagne    | Cofidis               | + 1 min 05 s    |
| 9e | Felix Gall        | Autriche   | AG2R Citroën Team     | + 1 min 07 s    |
| 10e | Romain Bardet     | France     | Team DSM              | + 1 min 15 s    |

### 4eétape
Dix coureurs ont formé l'échappée en début d’étape et ont d'abord résisté au retour du peloton en passant en tête à Crans-Montana (col de 1re catégorie). Sorti du peloton au pied de la dernière ascension du jour, à une vingtaine de kilomètres de l'arrivée, Felix Gall, deuxième la veille, rejoint et dépasse les rescapés de l'échappée initiale pour s'en aller gagner l'étape et prendre le maillot jaune pour deux secondes. Un groupe de sept hommes avec la plupart des favoris, reconstitué après plusieurs attaques dont trois de Romain Bardet, est remporté par Remco Evenepoel qui termine à un peu plus d'une minute de Felix Gall alors que Juan Ayuso perd davantage de temps.
| \| Classement de l'étape \| Classement de l'étape \| Classement de l'étape \| Classement de l'étape \| Classement de l'étape \| \| Coureur \| Coureur \| Pays \| Équipe \| Temps \| \| --------------------- \| --------------------- \| --------------------- \| --------------------- \| --------------------- \| \| 1er \| Felix Gall \| Autriche \| AG2R Citroën Team \| 3 h 42 min 22 s \| \| 2e \| Remco Evenepoel \| Belgique \| Soudal Quick-Step \| + 1 min 02 s \| \| 3e \| Mattias Skjelmose \| Danemark \| Trek-Segafredo \| + 1 min 03 s \| \| 4e \| Cian Uijtdebroeks \| Belgique \| Bora-Hansgrohe \| + 1 min 05 s \| \| 5e \| Wilco Kelderman \| Pays-Bas \| Jumbo-Visma \| + 1 min 05 s \| \| 6e \| Pello Bilbao \| Espagne \| Bahrain Victorious \| + 1 min 05 s \| \| 7e \| Romain Bardet \| France \| Team DSM \| + 1 min 07 s \| \| 8e \| Sylvain Moniquet \| Belgique \| Lotto Dstny \| + 1 min 10 s \| \| 9e \| Harold Tejada \| Colombie \| Astana Qazaqstan Team \| + 1 min 36 s \| \| 10e \| Maximilian Schachmann \| Allemagne \| Bora-Hansgrohe \| + 1 min 49 s \| |                       |           |                       |                 |
| |                       |           |                       |                 |
| Source : ProCyclingStats |                       |           |                       |                 |
| Classement de l'étape |                       |           |                       |                 |
| Coureur | Coureur               | Pays      | Équipe                | Temps           |
| 1er | Felix Gall            | Autriche  | AG2R Citroën Team     | 3 h 42 min 22 s |
| 2e | Remco Evenepoel       | Belgique  | Soudal Quick-Step     | + 1 min 02 s    |
| 3e | Mattias Skjelmose     | Danemark  | Trek-Segafredo        | + 1 min 03 s    |
| 4e | Cian Uijtdebroeks     | Belgique  | Bora-Hansgrohe        | + 1 min 05 s    |
| 5e | Wilco Kelderman       | Pays-Bas  | Jumbo-Visma           | + 1 min 05 s    |
| 6e | Pello Bilbao          | Espagne   | Bahrain Victorious    | + 1 min 05 s    |
| 7e | Romain Bardet         | France    | Team DSM              | + 1 min 07 s    |
| 8e | Sylvain Moniquet      | Belgique  | Lotto Dstny           | + 1 min 10 s    |
| 9e | Harold Tejada         | Colombie  | Astana Qazaqstan Team | + 1 min 36 s    |
| 10e | Maximilian Schachmann | Allemagne | Bora-Hansgrohe        | + 1 min 49 s    |

| \| Classement général \| Classement général \| Classement général \| Classement général \| Classement général \| \| Coureur \| Coureur \| Pays \| Équipe \| Temps \| \| ------------------ \| ------------------ \| ------------------ \| --------------------- \| ------------------ \| \| 1er \| Felix Gall \| Autriche \| AG2R Citroën Team \| 11 h 19 min 50 s \| \| 2e \| Mattias Skjelmose \| Danemark \| Trek-Segafredo \| + 2 s \| \| 3e \| Remco Evenepoel \| Belgique \| Soudal Quick-Step \| + 16 s \| \| 4e \| Pello Bilbao \| Espagne \| Bahrain Victorious \| + 57 s \| \| 5e \| Wilco Kelderman \| Pays-Bas \| Jumbo-Visma \| + 1 min 12 s \| \| 6e \| Juan Ayuso \| Espagne \| UAE Team Emirates \| + 1 min 18 s \| \| 7e \| Romain Bardet \| France \| Team DSM \| + 1 min 25 s \| \| 8e \| Cian Uijtdebroeks \| Belgique \| Bora-Hansgrohe \| + 1 min 26 s \| \| 9e \| Magnus Sheffield \| États-Unis \| Ineos Grenadiers \| + 1 min 33 s \| \| 10e \| Rigoberto Urán \| Colombie \| EF Education-EasyPost \| + 1 min 50 s \| |                   |            |                       |                  |
| |                   |            |                       |                  |
| Source : ProCyclingStats |                   |            |                       |                  |
| Classement général |                   |            |                       |                  |
| Coureur | Coureur           | Pays       | Équipe                | Temps            |
| 1er | Felix Gall        | Autriche   | AG2R Citroën Team     | 11 h 19 min 50 s |
| 2e | Mattias Skjelmose | Danemark   | Trek-Segafredo        | + 2 s            |
| 3e | Remco Evenepoel   | Belgique   | Soudal Quick-Step     | + 16 s           |
| 4e | Pello Bilbao      | Espagne    | Bahrain Victorious    | + 57 s           |
| 5e | Wilco Kelderman   | Pays-Bas   | Jumbo-Visma           | + 1 min 12 s     |
| 6e | Juan Ayuso        | Espagne    | UAE Team Emirates     | + 1 min 18 s     |
| 7e | Romain Bardet     | France     | Team DSM              | + 1 min 25 s     |
| 8e | Cian Uijtdebroeks | Belgique   | Bora-Hansgrohe        | + 1 min 26 s     |
| 9e | Magnus Sheffield  | États-Unis | Ineos Grenadiers      | + 1 min 33 s     |
| 10e | Rigoberto Urán    | Colombie   | EF Education-EasyPost | + 1 min 50 s     |

### 5eétape
Dix-huit échappés franchissent en tête de course la première des trois grosses difficultés du jour : le col de la Furka (col hors catégorie) que Sergio Higuita (Bora Hansgrohe) passe en tête. Ces coureurs creusent un écart de 3 min 30 s avec le peloton dans la descente. La montée du deuxième col de la journée, le col de l'Oberalp (1re catégorie) se passe sans encombre et le groupe de tête comptant désormais 19 unités (retour de Marco Haller) compte 2 min 35 s d'avance sur le peloton au sommet franchi le premier par Pascal Eenkhoorn (Lotto Dstny). Pendant le long cheminement dans la vallée entre le col de l'Oberalp et le pied du col de l'Albula, l'écart entre les 19 fuyards et le peloton ne varie guère oscillant entre trois et quatre minutes. Quelques kilomètres avant le pied de l'Albula, 13 hommes de l'échappée initiale se portent en tête. Dans l'ascension, le groupe de tête se réduit fortement ne comptant bien vite plus que trois hommes en tête : Neilson Powless (EF Education), Rui Costa (Intermarché Circus Wanty) et Antonio Tiberi (Bahrain Victorious). Derrière ce trio, le peloton devenu groupe maillot jaune a éclaté et est précédé par Juan Ayuso (UAE Emirates) qui rattrape et dépasse les hommes de tête. Au sommet de l'Albula, Ayuso passe en tête avec 28 secondes d'avance sur Tiberi et Rui Costa et environ une minute sur le maillot jaune Felix Gall suivi de près par les autres favoris. Au bas de la descente où il a pris tous les risques en atteignant une vitesse supérieure à 100 km/h, Juan Ayuso franchit la ligne d'arrivée en vainqueur 54 secondes devant Mattias Skjelmose qui hérite du maillot jaune au détriment de Felix Gall. Remco Evenepoel, arrivé 10e, perd 26 secondes sur Skjelmose Jensen.
Dans la descente finale de l'Albula, Magnus Sheffield et Gino Mäder chutent à grande vitesse. Mäder, retrouvé inerte dans l'eau, doit être réanimé sur place et transféré à l’hôpital. Le lendemain, son équipe Bahrain Victorious annonce son décès à 26 ans.
Dès l'arrivée de cette 5e étape, le champion du monde Remco Evenepoel déclare : « Une chose dont je pense que personne n’était content aujourd’hui, c’est d’avoir une arrivée au terme d’une descente aussi dangereuse. Il faut toujours qu’il se passe quelque chose avant qu’on se rende compte que c’est irresponsable. Je ne suis pas le seul à avoir trouvé la descente dangereuse. Tout le monde dira : "Bien sûr que c’était trop dangereux". Et c’est dommage, avec une si belle ascension finale, on aurait pu se contenter d’arrivée au sommet… Mais non, il fallait rajouter du spectacle ».
| \| Classement de l'étape \| Classement de l'étape \| Classement de l'étape \| Classement de l'étape \| Classement de l'étape \| \| Coureur \| Coureur \| Pays \| Équipe \| Temps \| \| --------------------- \| --------------------- \| --------------------- \| ------------------------ \| --------------------- \| \| 1er \| Juan Ayuso \| Espagne \| UAE Team Emirates \| 5 h 23 min 01 s \| \| 2e \| Mattias Skjelmose \| Danemark \| Trek-Segafredo \| + 54 s \| \| 3e \| Pello Bilbao \| Espagne \| Bahrain Victorious \| + 54 s \| \| 4e \| Rigoberto Urán \| Colombie \| EF Education-EasyPost \| + 54 s \| \| 5e \| Romain Bardet \| France \| Team DSM \| + 54 s \| \| 6e \| Wilco Kelderman \| Pays-Bas \| Jumbo-Visma \| + 54 s \| \| 7e \| Rui Costa \| Portugal \| Intermarché-Circus-Wanty \| + 58 s \| \| 8e \| Felix Gall \| Autriche \| AG2R Citroën Team \| + 58 s \| \| 9e \| Antonio Tiberi \| Italie \| Bahrain Victorious \| + 1 min 01 s \| \| 10e \| Remco Evenepoel \| Belgique \| Soudal Quick-Step \| + 1 min 20 s \| |                   |          |                          |                 |
| |                   |          |                          |                 |
| Source : ProCyclingStats |                   |          |                          |                 |
| Classement de l'étape |                   |          |                          |                 |
| Coureur | Coureur           | Pays     | Équipe                   | Temps           |
| 1er | Juan Ayuso        | Espagne  | UAE Team Emirates        | 5 h 23 min 01 s |
| 2e | Mattias Skjelmose | Danemark | Trek-Segafredo           | + 54 s          |
| 3e | Pello Bilbao      | Espagne  | Bahrain Victorious       | + 54 s          |
| 4e | Rigoberto Urán    | Colombie | EF Education-EasyPost    | + 54 s          |
| 5e | Romain Bardet     | France   | Team DSM                 | + 54 s          |
| 6e | Wilco Kelderman   | Pays-Bas | Jumbo-Visma              | + 54 s          |
| 7e | Rui Costa         | Portugal | Intermarché-Circus-Wanty | + 58 s          |
| 8e | Felix Gall        | Autriche | AG2R Citroën Team        | + 58 s          |
| 9e | Antonio Tiberi    | Italie   | Bahrain Victorious       | + 1 min 01 s    |
| 10e | Remco Evenepoel   | Belgique | Soudal Quick-Step        | + 1 min 20 s    |

| \| Classement général \| Classement général \| Classement général \| Classement général \| Classement général \| \| Coureur \| Coureur \| Pays \| Équipe \| Temps \| \| ------------------ \| ------------------ \| ------------------ \| --------------------- \| ------------------ \| \| 1er \| Mattias Skjelmose \| Danemark \| Trek-Segafredo \| 16 h 43 min 41 s \| \| 2e \| Felix Gall \| Autriche \| AG2R Citroën Team \| + 8 s \| \| 3e \| Juan Ayuso \| Espagne \| UAE Team Emirates \| + 18 s \| \| 4e \| Remco Evenepoel \| Belgique \| Soudal Quick-Step \| + 46 s \| \| 5e \| Pello Bilbao \| Espagne \| Bahrain Victorious \| + 57 s \| \| 6e \| Wilco Kelderman \| Pays-Bas \| Jumbo-Visma \| + 1 min 16 s \| \| 7e \| Romain Bardet \| France \| Team DSM \| + 1 min 29 s \| \| 8e \| Rigoberto Urán \| Colombie \| EF Education-EasyPost \| + 1 min 54 s \| \| 9e \| Cian Uijtdebroeks \| Belgique \| Bora-Hansgrohe \| + 1 min 57 s \| \| 10e \| Dylan Teuns \| Belgique \| Israel-Premier Tech \| + 3 min 00 s \| |                   |          |                       |                  |
| |                   |          |                       |                  |
| Source : ProCyclingStats |                   |          |                       |                  |
| Classement général |                   |          |                       |                  |
| Coureur | Coureur           | Pays     | Équipe                | Temps            |
| 1er | Mattias Skjelmose | Danemark | Trek-Segafredo        | 16 h 43 min 41 s |
| 2e | Felix Gall        | Autriche | AG2R Citroën Team     | + 8 s            |
| 3e | Juan Ayuso        | Espagne  | UAE Team Emirates     | + 18 s           |
| 4e | Remco Evenepoel   | Belgique | Soudal Quick-Step     | + 46 s           |
| 5e | Pello Bilbao      | Espagne  | Bahrain Victorious    | + 57 s           |
| 6e | Wilco Kelderman   | Pays-Bas | Jumbo-Visma           | + 1 min 16 s     |
| 7e | Romain Bardet     | France   | Team DSM              | + 1 min 29 s     |
| 8e | Rigoberto Urán    | Colombie | EF Education-EasyPost | + 1 min 54 s     |
| 9e | Cian Uijtdebroeks | Belgique | Bora-Hansgrohe        | + 1 min 57 s     |
| 10e | Dylan Teuns       | Belgique | Israel-Premier Tech   | + 3 min 00 s     |

### 6eétape
Cette étape est neutralisée en raison du décès de Gino Mäder des suites de sa grave chute de la veille. Les coureurs parcourent les 30 derniers kilomètres en cortège en hommage au coureur suisse décédé dans la matinée.

### 7eétape
Après avoir consulté les équipes et les coureurs ainsi que l’ensemble du staff du Tour de Suisse, le chronométrage pour le classement général a lieu 25 km avant l’arrivée limitant ainsi les risques dans la dernière descente de cette étape. Mais la victoire de l’étape est maintenue sur la ligne d’arrivée à Weinfelden. L'équipe Bahrain Victorious dans laquelle courait Gino Mäder ne prend pas le départ. Les équipes Intermarché-Cirus-Wanty et Tudor ainsi que d'autres coureurs à titre individuel décident également de quitter la course.
La course proprement dite débute à 25 km du terme. Parti à 17 km de l'arrivée depuis un groupe de tête, Remco Evenepoel gagne en solitaire cette étape non chronométrée pour les 25 derniers kilomètres et rend hommage à Gino Mäder en franchissant la ligne d'arrivée.
| \| Classement de l'étape \| Classement de l'étape \| Classement de l'étape \| Classement de l'étape \| Classement de l'étape \| \| Coureur \| Coureur \| Pays \| Équipe \| Temps \| \| --------------------- \| --------------------- \| --------------------- \| --------------------- \| --------------------- \| \| 1er \| Remco Evenepoel \| Belgique \| Soudal Quick-Step \| 4 h 01 min 04 s \| \| 2e \| Wout van Aert \| Belgique \| Jumbo-Visma \| + 0 s \| \| 3e \| Bryan Coquard \| France \| Cofidis \| + 0 s \| \| 4e \| Lorrenzo Manzin \| France \| TotalEnergies \| + 0 s \| \| 5e \| Alex Aranburu \| Espagne \| Movistar Team \| + 0 s \| \| 6e \| Kevin Vermaerke \| États-Unis \| Team DSM \| + 0 s \| \| 7e \| Romain Grégoire \| France \| Groupama-FDJ \| + 0 s \| \| 8e \| Jonas Koch \| Allemagne \| Bora-Hansgrohe \| + 0 s \| \| 9e \| Gonzalo Serrano \| Espagne \| Movistar Team \| + 0 s \| \| 10e \| Matthew Dinham \| Australie \| Team DSM \| + 0 s \| |                 |            |                   |                 |
| |                 |            |                   |                 |
| Source : ProCyclingStats |                 |            |                   |                 |
| Classement de l'étape |                 |            |                   |                 |
| Coureur | Coureur         | Pays       | Équipe            | Temps           |
| 1er | Remco Evenepoel | Belgique   | Soudal Quick-Step | 4 h 01 min 04 s |
| 2e | Wout van Aert   | Belgique   | Jumbo-Visma       | + 0 s           |
| 3e | Bryan Coquard   | France     | Cofidis           | + 0 s           |
| 4e | Lorrenzo Manzin | France     | TotalEnergies     | + 0 s           |
| 5e | Alex Aranburu   | Espagne    | Movistar Team     | + 0 s           |
| 6e | Kevin Vermaerke | États-Unis | Team DSM          | + 0 s           |
| 7e | Romain Grégoire | France     | Groupama-FDJ      | + 0 s           |
| 8e | Jonas Koch      | Allemagne  | Bora-Hansgrohe    | + 0 s           |
| 9e | Gonzalo Serrano | Espagne    | Movistar Team     | + 0 s           |
| 10e | Matthew Dinham  | Australie  | Team DSM          | + 0 s           |

| \| Classement général \| Classement général \| Classement général \| Classement général \| Classement général \| \| Coureur \| Coureur \| Pays \| Équipe \| Temps \| \| ------------------ \| ------------------ \| ------------------ \| --------------------- \| ------------------ \| \| 1er \| Mattias Skjelmose \| Danemark \| Trek-Segafredo \| 20 h 44 min 45 s \| \| 2e \| Felix Gall \| Autriche \| AG2R Citroën Team \| + 8 s \| \| 3e \| Juan Ayuso \| Espagne \| UAE Team Emirates \| + 18 s \| \| 4e \| Remco Evenepoel \| Belgique \| Soudal Quick-Step \| + 46 s \| \| 5e \| Wilco Kelderman \| Pays-Bas \| Jumbo-Visma \| + 1 min 16 s \| \| 6e \| Romain Bardet \| France \| Team DSM \| + 1 min 29 s \| \| 7e \| Rigoberto Urán \| Colombie \| EF Education-EasyPost \| + 1 min 54 s \| \| 8e \| Cian Uijtdebroeks \| Belgique \| Bora-Hansgrohe \| + 1 min 57 s \| \| 9e \| Dylan Teuns \| Belgique \| Israel-Premier Tech \| + 3 min 00 s \| \| 10e \| Harold Tejada \| Colombie \| Astana Qazaqstan Team \| + 3 min 48 s \| |                   |          |                       |                  |
| |                   |          |                       |                  |
| Source : ProCyclingStats |                   |          |                       |                  |
| Classement général |                   |          |                       |                  |
| Coureur | Coureur           | Pays     | Équipe                | Temps            |
| 1er | Mattias Skjelmose | Danemark | Trek-Segafredo        | 20 h 44 min 45 s |
| 2e | Felix Gall        | Autriche | AG2R Citroën Team     | + 8 s            |
| 3e | Juan Ayuso        | Espagne  | UAE Team Emirates     | + 18 s           |
| 4e | Remco Evenepoel   | Belgique | Soudal Quick-Step     | + 46 s           |
| 5e | Wilco Kelderman   | Pays-Bas | Jumbo-Visma           | + 1 min 16 s     |
| 6e | Romain Bardet     | France   | Team DSM              | + 1 min 29 s     |
| 7e | Rigoberto Urán    | Colombie | EF Education-EasyPost | + 1 min 54 s     |
| 8e | Cian Uijtdebroeks | Belgique | Bora-Hansgrohe        | + 1 min 57 s     |
| 9e | Dylan Teuns       | Belgique | Israel-Premier Tech   | + 3 min 00 s     |
| 10e | Harold Tejada     | Colombie | Astana Qazaqstan Team | + 3 min 48 s     |

### 8eétape
Le premier des 113 coureurs à s'élancer est Pavel Bittner à 14 h 27 et le dernier est le maillot jaune Mattias Skjelmose à 16 h 28 (heure locale). Les coureurs partent de minute en minute sauf les dix derniers qui s'élancent toutes les deux minutes.
Remco Evenepoel passe en tête au premier point intermédiaire mais il est deuxième derrière Juan Ayuso au second point intermédiaire ainsi qu'à l'arrivée. Toutefois, le jeune Espagnol ne reprend pas assez de temps au Danois Mattias Skjelmose qui termine troisième de cette étape et remporte le Tour de Suisse 2023 en maintenant une avance de neuf secondes sur Ayuso.
| \| Classement de l'étape \| Classement de l'étape \| Classement de l'étape \| Classement de l'étape \| Classement de l'étape \| \| Coureur \| Coureur \| Pays \| Équipe \| Temps \| \| --------------------- \| --------------------- \| --------------------- \| --------------------- \| --------------------- \| \| 1er \| Juan Ayuso \| Espagne \| UAE Team Emirates \| 32 min 25 s \| \| 2e \| Remco Evenepoel \| Belgique \| Soudal Quick-Step \| + 8 s \| \| 3e \| Mattias Skjelmose \| Danemark \| Trek-Segafredo \| + 9 s \| \| 4e \| Stefan Bissegger \| Suisse \| EF Education-EasyPost \| + 23 s \| \| 5e \| Wout van Aert \| Belgique \| Jumbo-Visma \| + 28 s \| \| 6e \| Kasper Asgreen \| Danemark \| Soudal Quick-Step \| + 36 s \| \| 7e \| Mattia Cattaneo \| Italie \| Soudal Quick-Step \| + 39 s \| \| 8e \| Matteo Sobrero \| Italie \| Team Jayco AlUla \| + 40 s \| \| 9e \| Finn Fisher-Black \| Nouvelle-Zélande \| UAE Team Emirates \| + 42 s \| \| 10e \| Neilson Powless \| États-Unis \| EF Education-EasyPost \| + 46 s \| |                   |                  |                       |             |
| |                   |                  |                       |             |
| Source : ProCyclingStats |                   |                  |                       |             |
| Classement de l'étape |                   |                  |                       |             |
| Coureur | Coureur           | Pays             | Équipe                | Temps       |
| 1er | Juan Ayuso        | Espagne          | UAE Team Emirates     | 32 min 25 s |
| 2e | Remco Evenepoel   | Belgique         | Soudal Quick-Step     | + 8 s       |
| 3e | Mattias Skjelmose | Danemark         | Trek-Segafredo        | + 9 s       |
| 4e | Stefan Bissegger  | Suisse           | EF Education-EasyPost | + 23 s      |
| 5e | Wout van Aert     | Belgique         | Jumbo-Visma           | + 28 s      |
| 6e | Kasper Asgreen    | Danemark         | Soudal Quick-Step     | + 36 s      |
| 7e | Mattia Cattaneo   | Italie           | Soudal Quick-Step     | + 39 s      |
| 8e | Matteo Sobrero    | Italie           | Team Jayco AlUla      | + 40 s      |
| 9e | Finn Fisher-Black | Nouvelle-Zélande | UAE Team Emirates     | + 42 s      |
| 10e | Neilson Powless   | États-Unis       | EF Education-EasyPost | + 46 s      |

## Classements finals

### Classement général final
| \| Classement général \| Classement général \| Classement général \| Classement général \| Classement général \| \| Coureur \| Coureur \| Pays \| Équipe \| Temps \| \| ------------------ \| ------------------ \| ------------------ \| --------------------- \| ------------------ \| \| 1er \| Mattias Skjelmose \| Danemark \| Trek-Segafredo \| 21 h 17 min 19 s \| \| 2e \| Juan Ayuso \| Espagne \| UAE Team Emirates \| + 9 s \| \| 3e \| Remco Evenepoel \| Belgique \| Soudal Quick-Step \| + 45 s \| \| 4e \| Wilco Kelderman \| Pays-Bas \| Jumbo-Visma \| + 2 min 09 s \| \| 5e \| Romain Bardet \| France \| Team DSM \| + 2 min 41 s \| \| 6e \| Rigoberto Urán \| Colombie \| EF Education-EasyPost \| + 2 min 47 s \| \| 7e \| Cian Uijtdebroeks \| Belgique \| Bora-Hansgrohe \| + 3 min 04 s \| \| 8e \| Felix Gall \| Autriche \| AG2R Citroën Team \| + 3 min 25 s \| \| 9e \| Dylan Teuns \| Belgique \| Israel-Premier Tech \| + 4 min 29 s \| \| 10e \| Harold Tejada \| Colombie \| Astana Qazaqstan Team \| + 4 min 57 s \| |                   |          |                       |                  |
| |                   |          |                       |                  |
| Source : ProCyclingStats |                   |          |                       |                  |
| Classement général |                   |          |                       |                  |
| Coureur | Coureur           | Pays     | Équipe                | Temps            |
| 1er | Mattias Skjelmose | Danemark | Trek-Segafredo        | 21 h 17 min 19 s |
| 2e | Juan Ayuso        | Espagne  | UAE Team Emirates     | + 9 s            |
| 3e | Remco Evenepoel   | Belgique | Soudal Quick-Step     | + 45 s           |
| 4e | Wilco Kelderman   | Pays-Bas | Jumbo-Visma           | + 2 min 09 s     |
| 5e | Romain Bardet     | France   | Team DSM              | + 2 min 41 s     |
| 6e | Rigoberto Urán    | Colombie | EF Education-EasyPost | + 2 min 47 s     |
| 7e | Cian Uijtdebroeks | Belgique | Bora-Hansgrohe        | + 3 min 04 s     |
| 8e | Felix Gall        | Autriche | AG2R Citroën Team     | + 3 min 25 s     |
| 9e | Dylan Teuns       | Belgique | Israel-Premier Tech   | + 4 min 29 s     |
| 10e | Harold Tejada     | Colombie | Astana Qazaqstan Team | + 4 min 57 s     |

### Classements annexes
| Classement par points | Classement par points | Classement par points | Classement par points | Classement par points |
| Coureur               | Coureur               | Pays                  | Équipe                | Points                |
| --------------------- | --------------------- | --------------------- | --------------------- | --------------------- |
| 1er                   | Wout van Aert         | Belgique              | Jumbo-Visma           | 52 pts                |
| 2e                    | Remco Evenepoel       | Belgique              | Soudal Quick-Step     | 40 pts                |
| 3e                    | Mattias Skjelmose     | Danemark              | Trek-Segafredo        | 32 pts                |
| 4e                    | Juan Ayuso            | Espagne               | UAE Team Emirates     | 30 pts                |
| 5e                    | Felix Gall            | Autriche              | AG2R Citroën Team     | 20 pts                |
| 6e                    | Quinten Hermans       | Belgique              | Alpecin-Deceuninck    | 10 pts                |
| 7e                    | Stan Dewulf           | Belgique              | AG2R Citroën Team     | 10 pts                |
| 8e                    | Kristian Sbaragli     | Italie                | Alpecin-Deceuninck    | 9 pts                 |
| 9e                    | Cian Uijtdebroeks     | Belgique              | Bora-Hansgrohe        | 6 pts                 |
| 10e                   | Michael Gogl          | Autriche              | Alpecin-Deceuninck    | 6 pts                 |

| Classement par points | Classement par points | Classement par points | Classement par points | Classement par points |
| Coureur               | Coureur               | Pays                  | Équipe                | Points                |
| --------------------- | --------------------- | --------------------- | --------------------- | --------------------- |
| 1er                   | Wout van Aert         | Belgique              | Jumbo-Visma           | 52 pts                |
| 2e                    | Remco Evenepoel       | Belgique              | Soudal Quick-Step     | 40 pts                |
| 3e                    | Mattias Skjelmose     | Danemark              | Trek-Segafredo        | 32 pts                |
| 4e                    | Juan Ayuso            | Espagne               | UAE Team Emirates     | 30 pts                |
| 5e                    | Felix Gall            | Autriche              | AG2R Citroën Team     | 20 pts                |
| 6e                    | Quinten Hermans       | Belgique              | Alpecin-Deceuninck    | 10 pts                |
| 7e                    | Stan Dewulf           | Belgique              | AG2R Citroën Team     | 10 pts                |
| 8e                    | Kristian Sbaragli     | Italie                | Alpecin-Deceuninck    | 9 pts                 |
| 9e                    | Cian Uijtdebroeks     | Belgique              | Bora-Hansgrohe        | 6 pts                 |
| 10e                   | Michael Gogl          | Autriche              | Alpecin-Deceuninck    | 6 pts                 |

| Classement de la montagne | Classement de la montagne | Classement de la montagne | Classement de la montagne | Classement de la montagne |
| Coureur                   | Coureur                   | Pays                      | Équipe                    | Points                    |
| ------------------------- | ------------------------- | ------------------------- | ------------------------- | ------------------------- |
| 1er                       | Pascal Eenkhoorn          | Pays-Bas                  | Lotto Dstny               | 44 pts                    |
| 2e                        | Sergio Higuita            | Colombie                  | Bora-Hansgrohe            | 28 pts                    |
| 3e                        | Juan Ayuso                | Espagne                   | UAE Team Emirates         | 26 pts                    |
| 4e                        | Felix Gall                | Autriche                  | AG2R Citroën Team         | 24 pts                    |
| 5e                        | Nickolas Zukowsky         | Canada                    | Q36.5 Pro Cycling Team    | 17 pts                    |
| 6e                        | Wout van Aert             | Belgique                  | Jumbo-Visma               | 16 pts                    |
| 7e                        | Wilco Kelderman           | Pays-Bas                  | Jumbo-Visma               | 14 pts                    |
| 8e                        | Julien Bernard            | France                    | Trek-Segafredo            | 13 pts                    |
| 10e                       | Silvan Dillier            | Suisse                    | Alpecin-Deceuninck        | 12 pts                    |

| Classement de la montagne | Classement de la montagne | Classement de la montagne | Classement de la montagne | Classement de la montagne |
| Coureur                   | Coureur                   | Pays                      | Équipe                    | Points                    |
| ------------------------- | ------------------------- | ------------------------- | ------------------------- | ------------------------- |
| 1er                       | Pascal Eenkhoorn          | Pays-Bas                  | Lotto Dstny               | 44 pts                    |
| 2e                        | Sergio Higuita            | Colombie                  | Bora-Hansgrohe            | 28 pts                    |
| 3e                        | Juan Ayuso                | Espagne                   | UAE Team Emirates         | 26 pts                    |
| 4e                        | Felix Gall                | Autriche                  | AG2R Citroën Team         | 24 pts                    |
| 5e                        | Nickolas Zukowsky         | Canada                    | Q36.5 Pro Cycling Team    | 17 pts                    |
| 6e                        | Wout van Aert             | Belgique                  | Jumbo-Visma               | 16 pts                    |
| 7e                        | Wilco Kelderman           | Pays-Bas                  | Jumbo-Visma               | 14 pts                    |
| 8e                        | Julien Bernard            | France                    | Trek-Segafredo            | 13 pts                    |
| 10e                       | Silvan Dillier            | Suisse                    | Alpecin-Deceuninck        | 12 pts                    |

| Classement du meilleur jeune | Classement du meilleur jeune | Classement du meilleur jeune | Classement du meilleur jeune | Classement du meilleur jeune |
| Coureur                      | Coureur                      | Pays                         | Équipe                       | Temps                        |
| ---------------------------- | ---------------------------- | ---------------------------- | ---------------------------- | ---------------------------- |
| 1er                          | Mattias Skjelmose            | Danemark                     | Trek-Segafredo               | 21 h 17 min 19 s             |
| 2e                           | Juan Ayuso                   | Espagne                      | UAE Team Emirates            | + 9 s                        |
| 3e                           | Remco Evenepoel              | Belgique                     | Soudal Quick-Step            | + 45 s                       |
| 4e                           | Cian Uijtdebroeks            | Belgique                     | Bora-Hansgrohe               | + 3 min 04 s                 |
| 5e                           | Felix Gall                   | Autriche                     | AG2R Citroën Team            | + 3 min 25 s                 |
| 6e                           | Romain Grégoire              | France                       | Groupama-FDJ                 | + 8 min 42 s                 |
| 7e                           | Hagos Welay Berhe            | Éthiopie                     | Team Jayco AlUla             | + 11 min 22 s                |
| 8e                           | Tom Pidcock                  | Royaume-Uni                  | Ineos Grenadiers             | + 21 min 32 s                |
| 9e                           | Kevin Vermaerke              | États-Unis                   | Team DSM                     | + 29 min 32 s                |
| 10e                          | Ewen Costiou                 | France                       | Arkéa-Samsic                 | + 33 min 45 s                |

| Classement du meilleur jeune | Classement du meilleur jeune | Classement du meilleur jeune | Classement du meilleur jeune | Classement du meilleur jeune |
| Coureur                      | Coureur                      | Pays                         | Équipe                       | Temps                        |
| ---------------------------- | ---------------------------- | ---------------------------- | ---------------------------- | ---------------------------- |
| 1er                          | Mattias Skjelmose            | Danemark                     | Trek-Segafredo               | 21 h 17 min 19 s             |
| 2e                           | Juan Ayuso                   | Espagne                      | UAE Team Emirates            | + 9 s                        |
| 3e                           | Remco Evenepoel              | Belgique                     | Soudal Quick-Step            | + 45 s                       |
| 4e                           | Cian Uijtdebroeks            | Belgique                     | Bora-Hansgrohe               | + 3 min 04 s                 |
| 5e                           | Felix Gall                   | Autriche                     | AG2R Citroën Team            | + 3 min 25 s                 |
| 6e                           | Romain Grégoire              | France                       | Groupama-FDJ                 | + 8 min 42 s                 |
| 7e                           | Hagos Welay Berhe            | Éthiopie                     | Team Jayco AlUla             | + 11 min 22 s                |
| 8e                           | Tom Pidcock                  | Royaume-Uni                  | Ineos Grenadiers             | + 21 min 32 s                |
| 9e                           | Kevin Vermaerke              | États-Unis                   | Team DSM                     | + 29 min 32 s                |
| 10e                          | Ewen Costiou                 | France                       | Arkéa-Samsic                 | + 33 min 45 s                |

| Classement par équipes | Classement par équipes | Classement par équipes | Classement par équipes |
| Équipe                 | Équipe                 | Pays                   | Temps                  |
| ---------------------- | ---------------------- | ---------------------- | ---------------------- |
| 1re                    | AG2R Citroën Team      | France                 | 64 h 28 min 19 s       |
| 2e                     | Israel-Premier Tech    | Israël                 | + 2 min 35 s           |
| 3e                     | Ineos Grenadiers       | Royaume-Uni            | + 5 min 22 s           |
| 4e                     | Team Jayco AlUla       | Australie              | + 6 min 19 s           |
| 5e                     | Bora-Hansgrohe         | Allemagne              | + 9 min 35 s           |
| 6e                     | Groupama-FDJ           | France                 | + 11 min 04 s          |
| 7e                     | EF Education-EasyPost  | États-Unis             | + 14 min 58 s          |
| 8e                     | Soudal Quick-Step      | Belgique               | + 19 min 12 s          |
| 9e                     | Trek-Segafredo         | États-Unis             | + 19 min 30 s          |
| 10e                    | Jumbo-Visma            | Pays-Bas               | + 23 min 43 s          |

| Classement par équipes | Classement par équipes | Classement par équipes | Classement par équipes |
| Équipe                 | Équipe                 | Pays                   | Temps                  |
| ---------------------- | ---------------------- | ---------------------- | ---------------------- |
| 1re                    | AG2R Citroën Team      | France                 | 64 h 28 min 19 s       |
| 2e                     | Israel-Premier Tech    | Israël                 | + 2 min 35 s           |
| 3e                     | Ineos Grenadiers       | Royaume-Uni            | + 5 min 22 s           |
| 4e                     | Team Jayco AlUla       | Australie              | + 6 min 19 s           |
| 5e                     | Bora-Hansgrohe         | Allemagne              | + 9 min 35 s           |
| 6e                     | Groupama-FDJ           | France                 | + 11 min 04 s          |
| 7e                     | EF Education-EasyPost  | États-Unis             | + 14 min 58 s          |
| 8e                     | Soudal Quick-Step      | Belgique               | + 19 min 12 s          |
| 9e                     | Trek-Segafredo         | États-Unis             | + 19 min 30 s          |
| 10e                    | Jumbo-Visma            | Pays-Bas               | + 23 min 43 s          |

## Classements UCI
La course attribue des points au Classement mondial UCI 2023 selon le barème suivant :
| Position           | 1er | 2e  | 3e  | 4e  | 5e  | 6e  | 7e  | 8e  | 9e  | 10e | 11e | 12e | 13e | 14e | 15e | 16e à 20e | 21e à 30e | 31e à 50e | 51e à 55e | 56e à 60e |
| Classement général | 500 | 400 | 325 | 275 | 225 | 175 | 150 | 125 | 100 | 80  | 70  | 60  | 50  | 40  | 35  | 30        | 20        | 10        | 5         | 3         |
| Par étapes         | 60  | 40  | 30  | 25  | 20  | 15  | 10  | 8   | 5   | 2   |     |     |     |     |     |           |           |           |           |           |
| Leader             | 10  |     |     |     |     |     |     |     |     |     |     |     |     |     |     |           |           |           |           |           |

## Évolution des classements
| Étape              | Vainqueur          | Classement général | Classement par points | Classement de la montagne | Classement du meilleur jeune | Classement par équipes |
| ------------------ | ------------------ | ------------------ | --------------------- | ------------------------- | ---------------------------- | ---------------------- |
| 1                  | Stefan Küng        | Stefan Küng        | Stefan Küng           | non-attribué              | Remco Evenepoel              | Soudal Quick-Step      |
| 2                  | Biniam Girmay      | Stefan Küng        | Wout van Aert         | Nickolas Zukowsky         | Remco Evenepoel              | Soudal Quick-Step      |
| 3                  | Mattias Skjelmose  | Mattias Skjelmose  | Wout van Aert         | Nickolas Zukowsky         | Mattias Skjelmose            | Ineos Grenadiers       |
| 4                  | Felix Gall         | Felix Gall         | Wout van Aert         | Lilian Calmejane          | Felix Gall                   | Ineos Grenadiers       |
| 5                  | Juan Ayuso         | Mattias Skjelmose  | Wout van Aert         | Pascal Eenkhoorn          | Mattias Skjelmose            | AG2R-Citroën           |
| 6                  | annulée            | Mattias Skjelmose  | Wout van Aert         | Pascal Eenkhoorn          | Mattias Skjelmose            | AG2R-Citroën           |
| 7                  | Remco Evenepoel    | Mattias Skjelmose  | Wout van Aert         | Pascal Eenkhoorn          | Mattias Skjelmose            | AG2R-Citroën           |
| 8                  | Juan Ayuso         | Mattias Skjelmose  | Wout van Aert         | Pascal Eenkhoorn          | Mattias Skjelmose            | AG2R-Citroën           |
| Classements finals | Classements finals | Mattias Skjelmose  | Wout van Aert         | Pascal Eenkhoorn          | Mattias Skjelmose            | AG2R-Citroën           |

## Liste des participants
| Ineos Grenadiers IGD                                | Ineos Grenadiers IGD     | Ineos Grenadiers IGD |
| --------------------------------------------------- | ------------------------ | -------------------- |
| Num                                                 | Coureur                  | Pos                  |
| 1                                                   | Tom Pidcock (GBR)        | 22e                  |
| 2                                                   | Kim Heiduk (GER)         | 60e                  |
| 3                                                   | Michał Kwiatkowski (POL) | 29e                  |
| 4                                                   | Jhonatan Narváez (ECU)   | 24e                  |
| 5                                                   | Magnus Sheffield (USA)   | AB-5                 |
| 6                                                   | Connor Swift (GBR)       | 85e                  |
| 7                                                   | Ben Tulett (GBR)         | 46e                  |
| Directeur sportif : Roger Hammond, Zakkari Dempster |                          |                      |

| AG2R Citroën Team ACT                              | AG2R Citroën Team ACT   | AG2R Citroën Team ACT |
| -------------------------------------------------- | ----------------------- | --------------------- |
| Num                                                | Coureur                 | Pos                   |
| 11                                                 | Felix Gall (AUT)        | 8e                    |
| 12                                                 | Clément Berthet (FRA)   | 11e                   |
| 13                                                 | Mikaël Cherel (FRA)     | 25e                   |
| 14                                                 | Stan Dewulf (BEL)       | 61e                   |
| 15                                                 | Jaakko Hänninen (FIN)   | 110e                  |
| 16                                                 | Michael Schär (SUI)     | NP-7                  |
| 17                                                 | Clément Venturini (FRA) | 95e                   |
| Directeur sportif : Cyril Dessel, Stéphane Goubert |                         |                       |

| Alpecin-Deceuninck ADC                              | Alpecin-Deceuninck ADC     | Alpecin-Deceuninck ADC |
| --------------------------------------------------- | -------------------------- | ---------------------- |
| Num                                                 | Coureur                    | Pos                    |
| 21                                                  | Kaden Groves (AUS)         | 101e                   |
| 22                                                  | Silvan Dillier (SUI)       | 80e                    |
| 23                                                  | Michael Gogl (AUT)         | 51e                    |
| 24                                                  | Quinten Hermans (BEL)      | 50e                    |
| 25                                                  | Søren Kragh Andersen (DEN) | 93e                    |
| 26                                                  | Xandro Meurisse (BEL)      | 55e                    |
| 27                                                  | Kristian Sbaragli (ITA)    | 64e                    |
| Directeur sportif : Gianni Meersman, Rik Van Slycke |                            |                        |

| Astana Qazaqstan Team AST                              | Astana Qazaqstan Team AST | Astana Qazaqstan Team AST |
| ------------------------------------------------------ | ------------------------- | ------------------------- |
| Num                                                    | Coureur                   | Pos                       |
| 31                                                     | Alexey Lutsenko (KAZ)     | NP-4                      |
| 32                                                     | Leonardo Basso (ITA)      | 94e                       |
| 33                                                     | Samuele Battistella (ITA) | 74e                       |
| 34                                                     | Fabio Felline (ITA)       | 88e                       |
| 35                                                     | Vadim Pronskiy (KAZ)      | NP-4                      |
| 36                                                     | Harold Tejada (COL)       | 10e                       |
| 37                                                     | Simone Velasco (ITA)      | 87e                       |
| Directeur sportif : Giuseppe Martinelli, Orlando Maini |                           |                           |

| Bahrain Victorious TBV                                | Bahrain Victorious TBV      | Bahrain Victorious TBV |
| ----------------------------------------------------- | --------------------------- | ---------------------- |
| Num                                                   | Coureur                     | Pos                    |
| 41                                                    | Pello Bilbao (ESP)          | NP-7                   |
| 42                                                    | Nikias Arndt (GER)          | NP-7                   |
| 43                                                    | Filip Maciejuk (POL)        | NP-7                   |
| 44                                                    | Gino Mäder (SUI)            | AB-5                   |
| 45                                                    | Fran Miholjević (CRO)       | NP-7                   |
| 46                                                    | Johan Price-Pejtersen (DEN) | NP-7                   |
| 47                                                    | Antonio Tiberi (ITA)        | NP-7                   |
| Directeur sportif : Roman Kreuziger, Enrico Poitschke |                             |                        |

| Bora-Hansgrohe BOH                         | Bora-Hansgrohe BOH          | Bora-Hansgrohe BOH |
| ------------------------------------------ | --------------------------- | ------------------ |
| Num                                        | Coureur                     | Pos                |
| 51                                         | Maximilian Schachmann (GER) | 14e                |
| 52                                         | Matteo Fabbro (ITA)         | 47e                |
| 53                                         | Marco Haller (AUT)          | 96e                |
| 54                                         | Sergio Higuita (COL)        | 43e                |
| 55                                         | Jonas Koch (GER)            | 63e                |
| 56                                         | Jordi Meeus (BEL)           | 92e                |
| 57                                         | Cian Uijtdebroeks (BEL)     | 7e                 |
| Directeur sportif : Jens Zemke, Rolf Aldag |                             |                    |

| Cofidis COF                                              | Cofidis COF           | Cofidis COF |
| -------------------------------------------------------- | --------------------- | ----------- |
| Num                                                      | Coureur               | Pos         |
| 61                                                       | Ion Izagirre (ESP)    | 12e         |
| 62                                                       | Piet Allegaert (BEL)  | 91e         |
| 63                                                       | Bryan Coquard (FRA)   | NP-8        |
| 64                                                       | Simon Geschke (GER)   | 53e         |
| 65                                                       | Jonathan Lastra (ESP) | 48e         |
| 66                                                       | Alexis Renard (FRA)   | 89e         |
| 67                                                       | Rémy Rochas (FRA)     | 59e         |
| Directeur sportif : Roberto Damiani, Gorka Gerrikagoitia |                       |             |

| EF Education-EasyPost EFE                                | EF Education-EasyPost EFE       | EF Education-EasyPost EFE |
| -------------------------------------------------------- | ------------------------------- | ------------------------- |
| Num                                                      | Coureur                         | Pos                       |
| 71                                                       | Rigoberto Urán (COL)            | 6e                        |
| 72                                                       | Stefan Bissegger (SUI) (chrono) | 49e                       |
| 73                                                       | Mikkel Honoré (DEN)             | 28e                       |
| 74                                                       | Neilson Powless (USA)           | 20e                       |
| 75                                                       | Jonas Rutsch (GER)              | 83e                       |
| 76                                                       | Thomas Scully (NZL)             | NP-7                      |
| 77                                                       | Julius van den Berg (NED)       | NP-7                      |
| Directeur sportif : Charles Wegelius, Tejay van Garderen |                                 |                           |

| Groupama-FDJ GFC                                | Groupama-FDJ GFC      | Groupama-FDJ GFC |
| ----------------------------------------------- | --------------------- | ---------------- |
| Num                                             | Coureur               | Pos              |
| 81                                              | Stefan Küng (SUI)     | NP-7             |
| 82                                              | Arnaud Démare (FRA)   | NP-7             |
| 83                                              | Romain Grégoire (FRA) | 15e              |
| 84                                              | Quentin Pacher (FRA)  | 34e              |
| 85                                              | Miles Scotson (AUS)   | NP-7             |
| 86                                              | Michael Storer (AUS)  | 17e              |
| 87                                              | Samuel Watson (GBR)   | 100e             |
| Directeur sportif : Sébastien Joly, Yvon Madiot |                       |                  |

| Intermarché-Circus-Wanty ICW                             | Intermarché-Circus-Wanty ICW | Intermarché-Circus-Wanty ICW |
| -------------------------------------------------------- | ---------------------------- | ---------------------------- |
| Num                                                      | Coureur                      | Pos                          |
| 91                                                       | Biniam Girmay (ERI) (chrono) | NP-7                         |
| 92                                                       | Lilian Calmejane (FRA)       | NP-7                         |
| 93                                                       | Rui Costa (POR)              | NP-7                         |
| 94                                                       | Dries De Pooter (BEL)        | NP-7                         |
| 95                                                       | Adrien Petit (FRA)           | NP-7                         |
| 96                                                       | Dion Smith (NZL)             | NP-7                         |
| 97                                                       | Mike Teunissen (NED)         | NP-7                         |
| Directeur sportif : Dimitri Claeys, Pieter Vanspeybrouck |                              |                              |

| Jumbo-Visma TJV                            | Jumbo-Visma TJV       | Jumbo-Visma TJV |
| ------------------------------------------ | --------------------- | --------------- |
| Num                                        | Coureur               | Pos             |
| 101                                        | Wout van Aert (BEL)   | 31e             |
| 102                                        | Koen Bouwman (NED)    | 71e             |
| 103                                        | Rohan Dennis (AUS)    | NP-7            |
| 104                                        | Robert Gesink (NED)   | 57e             |
| 105                                        | Wilco Kelderman (NED) | 4e              |
| 106                                        | Sam Oomen (NED)       | 23e             |
| 107                                        | Mick van Dijke (NED)  | 56e             |
| Directeur sportif : Marc Reef, Addy Engels |                       |                 |

| Movistar Team MOV                                      | Movistar Team MOV                | Movistar Team MOV |
| ------------------------------------------------------ | -------------------------------- | ----------------- |
| Num                                                    | Coureur                          | Pos               |
| 111                                                    | Alex Aranburu (ESP)              | 26e               |
| 112                                                    | Iván García Cortina (ESP)        | 86e               |
| 113                                                    | Gorka Izagirre (ESP)             | 19e               |
| 114                                                    | Mathias Norsgaard (DEN) (chrono) | AB-5              |
| 115                                                    | Oier Lazkano (ESP)               | 54e               |
| 116                                                    | Lluís Mas (ESP)                  | 67e               |
| 117                                                    | Gonzalo Serrano (ESP)            | 69e               |
| Directeur sportif : Pablo Lastras, Maximilian Sciandri |                                  |                   |

| Soudal Quick-Step SOQ                               | Soudal Quick-Step SOQ                   | Soudal Quick-Step SOQ |
| --------------------------------------------------- | --------------------------------------- | --------------------- |
| Num                                                 | Coureur                                 | Pos                   |
| 121                                                 | Remco Evenepoel (BEL) (route et chrono) | 3e                    |
| 122                                                 | Kasper Asgreen (DEN)                    | 76e                   |
| 123                                                 | Mattia Cattaneo (ITA)                   | 30e                   |
| 124                                                 | James Knox (GBR)                        | 70e                   |
| 125                                                 | Tim Merlier (BEL) (route)               | 102e                  |
| 126                                                 | Mauro Schmid (SUI)                      | NP-7                  |
| 127                                                 | Bert Van Lerberghe (BEL)                | 103e                  |
| Directeur sportif : Geert Van Bondt, Davide Bramati |                                         |                       |

| Arkéa-Samsic ARK                                  | Arkéa-Samsic ARK      | Arkéa-Samsic ARK |
| ------------------------------------------------- | --------------------- | ---------------- |
| Num                                               | Coureur               | Pos              |
| 131                                               | Matîs Louvel (FRA)    | NP-7             |
| 132                                               | Louis Barré (FRA)     | AB-5             |
| 133                                               | Ewen Costiou (FRA)    | 32e              |
| 134                                               | Mathis Le Berre (FRA) | 78e              |
| 135                                               | Daniel McLay (GBR)    | NP-7             |
| 136                                               | Luca Mozzato (ITA)    | NP-8             |
| 137                                               | Andrii Ponomar (UKR)  | 45e              |
| Directeur sportif : Mickaël Leveau, Kévin Rinaldi |                       |                  |

| Team DSM DSM                                   | Team DSM DSM           | Team DSM DSM |
| ---------------------------------------------- | ---------------------- | ------------ |
| Num                                            | Coureur                | Pos          |
| 141                                            | Romain Bardet (FRA)    | 5e           |
| 142                                            | Pavel Bittner (CZE)    | 109e         |
| 143                                            | Matthew Dinham (AUS)   | 40e          |
| 144                                            | Sean Flynn (GBR)       | 107e         |
| 145                                            | Chris Hamilton (AUS)   | 42e          |
| 146                                            | Marius Mayrhofer (GER) | AB-5         |
| 147                                            | Kevin Vermaerke (USA)  | 27e          |
| Directeur sportif : Pim Ligthart, Luke Roberts |                        |              |

| Team Jayco AlUla JAY              | Team Jayco AlUla JAY          | Team Jayco AlUla JAY |
| --------------------------------- | ----------------------------- | -------------------- |
| Num                               | Coureur                       | Pos                  |
| 151                               | Matteo Sobrero (ITA)          | 35e                  |
| 152                               | Felix Engelhardt (GER)        | 37e                  |
| 153                               | Hagos Welay Berhe (ETH)       | 16e                  |
| 154                               | Christopher Juul Jensen (DEN) | 79e                  |
| 155                               | Jan Maas (NED)                | 33e                  |
| 156                               | Kelland O'Brien (AUS)         | 108e                 |
| 157                               | Callum Scotson (AUS)          | 13e                  |
| Directeur sportif : Mathew Hayman |                               |                      |

| Trek-Segafredo TFS                             | Trek-Segafredo TFS      | Trek-Segafredo TFS |
| ---------------------------------------------- | ----------------------- | ------------------ |
| Num                                            | Coureur                 | Pos                |
| 161                                            | Mattias Skjelmose (DEN) | 1er                |
| 162                                            | Filippo Baroncini (ITA) | 65e                |
| 163                                            | Julien Bernard (FRA)    | 38e                |
| 164                                            | Tony Gallopin (FRA)     | 36e                |
| 165                                            | Jacopo Mosca (ITA)      | 72e                |
| 166                                            | Quinn Simmons (USA)     | NP-7               |
| 167                                            | Edward Theuns (BEL)     | 99e                |
| Directeur sportif : Grégory Rast, Kim Andersen |                         |                    |

| UAE Team Emirates UAD                                 | UAE Team Emirates UAD   | UAE Team Emirates UAD |
| ----------------------------------------------------- | ----------------------- | --------------------- |
| Num                                                   | Coureur                 | Pos                   |
| 171                                                   | Juan Ayuso (ESP)        | 2e                    |
| 172                                                   | Sjoerd Bax (NED)        | 77e                   |
| 173                                                   | George Bennett (NZL)    | NP-5                  |
| 174                                                   | Alessandro Covi (ITA)   | 84e                   |
| 175                                                   | Finn Fisher-Black (NZL) | 39e                   |
| 176                                                   | Marc Hirschi (SUI)      | NP-7                  |
| 177                                                   | Jay Vine (AUS) (chrono) | AB-4                  |
| Directeur sportif : Fabrizio Guidi, Simone Pedrazzini |                         |                       |

| Israel-Premier Tech IPT                     | Israel-Premier Tech IPT | Israel-Premier Tech IPT |
| ------------------------------------------- | ----------------------- | ----------------------- |
| Num                                         | Coureur                 | Pos                     |
| 181                                         | Dylan Teuns (BEL)       | 9e                      |
| 182                                         | Jakob Fuglsang (DEN)    | NP-8                    |
| 183                                         | Reto Hollenstein (SUI)  | 73e                     |
| 184                                         | Hugo Houle (CAN)        | 21e                     |
| 185                                         | Daryl Impey (RSA)       | NP-7                    |
| 186                                         | Krists Neilands (LAT)   | NP-7                    |
| 187                                         | Nick Schultz (AUS)      | NP-7                    |
| Directeur sportif : Sam Bewley, Steve Bauer |                         |                         |

| Lotto Dstny LTD                                    | Lotto Dstny LTD           | Lotto Dstny LTD |
| -------------------------------------------------- | ------------------------- | --------------- |
| Num                                                | Coureur                   | Pos             |
| 191                                                | Lennert Van Eetvelt (BEL) | NP-7            |
| 192                                                | Johannes Adamietz (GER)   | 62e             |
| 193                                                | Cédric Beullens (BEL)     | NP-4            |
| 194                                                | Pascal Eenkhoorn (NED)    | 58e             |
| 195                                                | Andreas Kron (DEN)        | 82e             |
| 196                                                | Sylvain Moniquet (BEL)    | NP-7            |
| 197                                                | Michael Schwarzmann (GER) | 104e            |
| Directeur sportif : Maxime Monfort, Cherie Pridham |                           |                 |

| Q36.5 Pro Cycling Team Q36                             | Q36.5 Pro Cycling Team Q36 | Q36.5 Pro Cycling Team Q36 |
| ------------------------------------------------------ | -------------------------- | -------------------------- |
| Num                                                    | Coureur                    | Pos                        |
| 201                                                    | Damien Howson (AUS)        | 18e                        |
| 202                                                    | Gianluca Brambilla (ITA)   | AB-2                       |
| 203                                                    | Walter Calzoni (ITA)       | 97e                        |
| 204                                                    | Mark Donovan (GBR)         | 41e                        |
| 205                                                    | Carl Fredrik Hagen (NOR)   | 44e                        |
| 206                                                    | Tobias Ludvigsson (SWE)    | 75e                        |
| 207                                                    | Nickolas Zukowsky (CAN)    | 66e                        |
| Directeur sportif : Alex Sans Vega, Gabriele Missaglia |                            |                            |

| TotalEnergies TEN                               | TotalEnergies TEN            | TotalEnergies TEN |
| ----------------------------------------------- | ---------------------------- | ----------------- |
| Num                                             | Coureur                      | Pos               |
| 211                                             | Peter Sagan (SVK) (route)    | 98e               |
| 212                                             | Maciej Bodnar (POL) (chrono) | 105e              |
| 213                                             | Jérémy Cabot (FRA)           | 81e               |
| 214                                             | Valentin Ferron (FRA)        | 68e               |
| 215                                             | Lorrenzo Manzin (FRA)        | 106e              |
| 216                                             | Daniel Oss (ITA)             | 90e               |
| 217                                             | Paul Ourselin (FRA)          | 52e               |
| Directeur sportif : Lylian Lebreton, Ján Valach |                              |                   |

| Tudor Pro Cycling Team TUD                              | Tudor Pro Cycling Team TUD   | Tudor Pro Cycling Team TUD |
| ------------------------------------------------------- | ---------------------------- | -------------------------- |
| Num                                                     | Coureur                      | Pos                        |
| 221                                                     | Yannis Voisard (SUI)         | NP-7                       |
| 222                                                     | Jacob Eriksson (SWE) (route) | NP-7                       |
| 223                                                     | Alexander Kamp (DEN) (route) | NP-7                       |
| 224                                                     | Arthur Kluckers (LUX)        | NP-7                       |
| 225                                                     | Sébastien Reichenbach (SUI)  | NP-7                       |
| 226                                                     | Joël Suter (SUI) (chrono)    | NP-7                       |
| 227                                                     | Roland Thalmann (SUI)        | NP-7                       |
| Directeur sportif : Sylvain Blanquefort, Marcel Sieberg |                              |                            |

| Ineos Grenadiers IGD                                | Ineos Grenadiers IGD     | Ineos Grenadiers IGD |
| --------------------------------------------------- | ------------------------ | -------------------- |
| Num                                                 | Coureur                  | Pos                  |
| 1                                                   | Tom Pidcock (GBR)        | 22e                  |
| 2                                                   | Kim Heiduk (GER)         | 60e                  |
| 3                                                   | Michał Kwiatkowski (POL) | 29e                  |
| 4                                                   | Jhonatan Narváez (ECU)   | 24e                  |
| 5                                                   | Magnus Sheffield (USA)   | AB-5                 |
| 6                                                   | Connor Swift (GBR)       | 85e                  |
| 7                                                   | Ben Tulett (GBR)         | 46e                  |
| Directeur sportif : Roger Hammond, Zakkari Dempster |                          |                      |

| AG2R Citroën Team ACT                              | AG2R Citroën Team ACT   | AG2R Citroën Team ACT |
| -------------------------------------------------- | ----------------------- | --------------------- |
| Num                                                | Coureur                 | Pos                   |
| 11                                                 | Felix Gall (AUT)        | 8e                    |
| 12                                                 | Clément Berthet (FRA)   | 11e                   |
| 13                                                 | Mikaël Cherel (FRA)     | 25e                   |
| 14                                                 | Stan Dewulf (BEL)       | 61e                   |
| 15                                                 | Jaakko Hänninen (FIN)   | 110e                  |
| 16                                                 | Michael Schär (SUI)     | NP-7                  |
| 17                                                 | Clément Venturini (FRA) | 95e                   |
| Directeur sportif : Cyril Dessel, Stéphane Goubert |                         |                       |

| Alpecin-Deceuninck ADC                              | Alpecin-Deceuninck ADC     | Alpecin-Deceuninck ADC |
| --------------------------------------------------- | -------------------------- | ---------------------- |
| Num                                                 | Coureur                    | Pos                    |
| 21                                                  | Kaden Groves (AUS)         | 101e                   |
| 22                                                  | Silvan Dillier (SUI)       | 80e                    |
| 23                                                  | Michael Gogl (AUT)         | 51e                    |
| 24                                                  | Quinten Hermans (BEL)      | 50e                    |
| 25                                                  | Søren Kragh Andersen (DEN) | 93e                    |
| 26                                                  | Xandro Meurisse (BEL)      | 55e                    |
| 27                                                  | Kristian Sbaragli (ITA)    | 64e                    |
| Directeur sportif : Gianni Meersman, Rik Van Slycke |                            |                        |

| Astana Qazaqstan Team AST                              | Astana Qazaqstan Team AST | Astana Qazaqstan Team AST |
| ------------------------------------------------------ | ------------------------- | ------------------------- |
| Num                                                    | Coureur                   | Pos                       |
| 31                                                     | Alexey Lutsenko (KAZ)     | NP-4                      |
| 32                                                     | Leonardo Basso (ITA)      | 94e                       |
| 33                                                     | Samuele Battistella (ITA) | 74e                       |
| 34                                                     | Fabio Felline (ITA)       | 88e                       |
| 35                                                     | Vadim Pronskiy (KAZ)      | NP-4                      |
| 36                                                     | Harold Tejada (COL)       | 10e                       |
| 37                                                     | Simone Velasco (ITA)      | 87e                       |
| Directeur sportif : Giuseppe Martinelli, Orlando Maini |                           |                           |

| Bahrain Victorious TBV                                | Bahrain Victorious TBV      | Bahrain Victorious TBV |
| ----------------------------------------------------- | --------------------------- | ---------------------- |
| Num                                                   | Coureur                     | Pos                    |
| 41                                                    | Pello Bilbao (ESP)          | NP-7                   |
| 42                                                    | Nikias Arndt (GER)          | NP-7                   |
| 43                                                    | Filip Maciejuk (POL)        | NP-7                   |
| 44                                                    | Gino Mäder (SUI)            | AB-5                   |
| 45                                                    | Fran Miholjević (CRO)       | NP-7                   |
| 46                                                    | Johan Price-Pejtersen (DEN) | NP-7                   |
| 47                                                    | Antonio Tiberi (ITA)        | NP-7                   |
| Directeur sportif : Roman Kreuziger, Enrico Poitschke |                             |                        |

| Bora-Hansgrohe BOH                         | Bora-Hansgrohe BOH          | Bora-Hansgrohe BOH |
| ------------------------------------------ | --------------------------- | ------------------ |
| Num                                        | Coureur                     | Pos                |
| 51                                         | Maximilian Schachmann (GER) | 14e                |
| 52                                         | Matteo Fabbro (ITA)         | 47e                |
| 53                                         | Marco Haller (AUT)          | 96e                |
| 54                                         | Sergio Higuita (COL)        | 43e                |
| 55                                         | Jonas Koch (GER)            | 63e                |
| 56                                         | Jordi Meeus (BEL)           | 92e                |
| 57                                         | Cian Uijtdebroeks (BEL)     | 7e                 |
| Directeur sportif : Jens Zemke, Rolf Aldag |                             |                    |

| Cofidis COF                                              | Cofidis COF           | Cofidis COF |
| -------------------------------------------------------- | --------------------- | ----------- |
| Num                                                      | Coureur               | Pos         |
| 61                                                       | Ion Izagirre (ESP)    | 12e         |
| 62                                                       | Piet Allegaert (BEL)  | 91e         |
| 63                                                       | Bryan Coquard (FRA)   | NP-8        |
| 64                                                       | Simon Geschke (GER)   | 53e         |
| 65                                                       | Jonathan Lastra (ESP) | 48e         |
| 66                                                       | Alexis Renard (FRA)   | 89e         |
| 67                                                       | Rémy Rochas (FRA)     | 59e         |
| Directeur sportif : Roberto Damiani, Gorka Gerrikagoitia |                       |             |

| EF Education-EasyPost EFE                                | EF Education-EasyPost EFE       | EF Education-EasyPost EFE |
| -------------------------------------------------------- | ------------------------------- | ------------------------- |
| Num                                                      | Coureur                         | Pos                       |
| 71                                                       | Rigoberto Urán (COL)            | 6e                        |
| 72                                                       | Stefan Bissegger (SUI) (chrono) | 49e                       |
| 73                                                       | Mikkel Honoré (DEN)             | 28e                       |
| 74                                                       | Neilson Powless (USA)           | 20e                       |
| 75                                                       | Jonas Rutsch (GER)              | 83e                       |
| 76                                                       | Thomas Scully (NZL)             | NP-7                      |
| 77                                                       | Julius van den Berg (NED)       | NP-7                      |
| Directeur sportif : Charles Wegelius, Tejay van Garderen |                                 |                           |

| Groupama-FDJ GFC                                | Groupama-FDJ GFC      | Groupama-FDJ GFC |
| ----------------------------------------------- | --------------------- | ---------------- |
| Num                                             | Coureur               | Pos              |
| 81                                              | Stefan Küng (SUI)     | NP-7             |
| 82                                              | Arnaud Démare (FRA)   | NP-7             |
| 83                                              | Romain Grégoire (FRA) | 15e              |
| 84                                              | Quentin Pacher (FRA)  | 34e              |
| 85                                              | Miles Scotson (AUS)   | NP-7             |
| 86                                              | Michael Storer (AUS)  | 17e              |
| 87                                              | Samuel Watson (GBR)   | 100e             |
| Directeur sportif : Sébastien Joly, Yvon Madiot |                       |                  |

| Intermarché-Circus-Wanty ICW                             | Intermarché-Circus-Wanty ICW | Intermarché-Circus-Wanty ICW |
| -------------------------------------------------------- | ---------------------------- | ---------------------------- |
| Num                                                      | Coureur                      | Pos                          |
| 91                                                       | Biniam Girmay (ERI) (chrono) | NP-7                         |
| 92                                                       | Lilian Calmejane (FRA)       | NP-7                         |
| 93                                                       | Rui Costa (POR)              | NP-7                         |
| 94                                                       | Dries De Pooter (BEL)        | NP-7                         |
| 95                                                       | Adrien Petit (FRA)           | NP-7                         |
| 96                                                       | Dion Smith (NZL)             | NP-7                         |
| 97                                                       | Mike Teunissen (NED)         | NP-7                         |
| Directeur sportif : Dimitri Claeys, Pieter Vanspeybrouck |                              |                              |

| Jumbo-Visma TJV                            | Jumbo-Visma TJV       | Jumbo-Visma TJV |
| ------------------------------------------ | --------------------- | --------------- |
| Num                                        | Coureur               | Pos             |
| 101                                        | Wout van Aert (BEL)   | 31e             |
| 102                                        | Koen Bouwman (NED)    | 71e             |
| 103                                        | Rohan Dennis (AUS)    | NP-7            |
| 104                                        | Robert Gesink (NED)   | 57e             |
| 105                                        | Wilco Kelderman (NED) | 4e              |
| 106                                        | Sam Oomen (NED)       | 23e             |
| 107                                        | Mick van Dijke (NED)  | 56e             |
| Directeur sportif : Marc Reef, Addy Engels |                       |                 |

| Movistar Team MOV                                      | Movistar Team MOV                | Movistar Team MOV |
| ------------------------------------------------------ | -------------------------------- | ----------------- |
| Num                                                    | Coureur                          | Pos               |
| 111                                                    | Alex Aranburu (ESP)              | 26e               |
| 112                                                    | Iván García Cortina (ESP)        | 86e               |
| 113                                                    | Gorka Izagirre (ESP)             | 19e               |
| 114                                                    | Mathias Norsgaard (DEN) (chrono) | AB-5              |
| 115                                                    | Oier Lazkano (ESP)               | 54e               |
| 116                                                    | Lluís Mas (ESP)                  | 67e               |
| 117                                                    | Gonzalo Serrano (ESP)            | 69e               |
| Directeur sportif : Pablo Lastras, Maximilian Sciandri |                                  |                   |

| Soudal Quick-Step SOQ                               | Soudal Quick-Step SOQ                   | Soudal Quick-Step SOQ |
| --------------------------------------------------- | --------------------------------------- | --------------------- |
| Num                                                 | Coureur                                 | Pos                   |
| 121                                                 | Remco Evenepoel (BEL) (route et chrono) | 3e                    |
| 122                                                 | Kasper Asgreen (DEN)                    | 76e                   |
| 123                                                 | Mattia Cattaneo (ITA)                   | 30e                   |
| 124                                                 | James Knox (GBR)                        | 70e                   |
| 125                                                 | Tim Merlier (BEL) (route)               | 102e                  |
| 126                                                 | Mauro Schmid (SUI)                      | NP-7                  |
| 127                                                 | Bert Van Lerberghe (BEL)                | 103e                  |
| Directeur sportif : Geert Van Bondt, Davide Bramati |                                         |                       |

| Arkéa-Samsic ARK                                  | Arkéa-Samsic ARK      | Arkéa-Samsic ARK |
| ------------------------------------------------- | --------------------- | ---------------- |
| Num                                               | Coureur               | Pos              |
| 131                                               | Matîs Louvel (FRA)    | NP-7             |
| 132                                               | Louis Barré (FRA)     | AB-5             |
| 133                                               | Ewen Costiou (FRA)    | 32e              |
| 134                                               | Mathis Le Berre (FRA) | 78e              |
| 135                                               | Daniel McLay (GBR)    | NP-7             |
| 136                                               | Luca Mozzato (ITA)    | NP-8             |
| 137                                               | Andrii Ponomar (UKR)  | 45e              |
| Directeur sportif : Mickaël Leveau, Kévin Rinaldi |                       |                  |

| Team DSM DSM                                   | Team DSM DSM           | Team DSM DSM |
| ---------------------------------------------- | ---------------------- | ------------ |
| Num                                            | Coureur                | Pos          |
| 141                                            | Romain Bardet (FRA)    | 5e           |
| 142                                            | Pavel Bittner (CZE)    | 109e         |
| 143                                            | Matthew Dinham (AUS)   | 40e          |
| 144                                            | Sean Flynn (GBR)       | 107e         |
| 145                                            | Chris Hamilton (AUS)   | 42e          |
| 146                                            | Marius Mayrhofer (GER) | AB-5         |
| 147                                            | Kevin Vermaerke (USA)  | 27e          |
| Directeur sportif : Pim Ligthart, Luke Roberts |                        |              |

| Team Jayco AlUla JAY              | Team Jayco AlUla JAY          | Team Jayco AlUla JAY |
| --------------------------------- | ----------------------------- | -------------------- |
| Num                               | Coureur                       | Pos                  |
| 151                               | Matteo Sobrero (ITA)          | 35e                  |
| 152                               | Felix Engelhardt (GER)        | 37e                  |
| 153                               | Hagos Welay Berhe (ETH)       | 16e                  |
| 154                               | Christopher Juul Jensen (DEN) | 79e                  |
| 155                               | Jan Maas (NED)                | 33e                  |
| 156                               | Kelland O'Brien (AUS)         | 108e                 |
| 157                               | Callum Scotson (AUS)          | 13e                  |
| Directeur sportif : Mathew Hayman |                               |                      |

| Trek-Segafredo TFS                             | Trek-Segafredo TFS      | Trek-Segafredo TFS |
| ---------------------------------------------- | ----------------------- | ------------------ |
| Num                                            | Coureur                 | Pos                |
| 161                                            | Mattias Skjelmose (DEN) | 1er                |
| 162                                            | Filippo Baroncini (ITA) | 65e                |
| 163                                            | Julien Bernard (FRA)    | 38e                |
| 164                                            | Tony Gallopin (FRA)     | 36e                |
| 165                                            | Jacopo Mosca (ITA)      | 72e                |
| 166                                            | Quinn Simmons (USA)     | NP-7               |
| 167                                            | Edward Theuns (BEL)     | 99e                |
| Directeur sportif : Grégory Rast, Kim Andersen |                         |                    |

| UAE Team Emirates UAD                                 | UAE Team Emirates UAD   | UAE Team Emirates UAD |
| ----------------------------------------------------- | ----------------------- | --------------------- |
| Num                                                   | Coureur                 | Pos                   |
| 171                                                   | Juan Ayuso (ESP)        | 2e                    |
| 172                                                   | Sjoerd Bax (NED)        | 77e                   |
| 173                                                   | George Bennett (NZL)    | NP-5                  |
| 174                                                   | Alessandro Covi (ITA)   | 84e                   |
| 175                                                   | Finn Fisher-Black (NZL) | 39e                   |
| 176                                                   | Marc Hirschi (SUI)      | NP-7                  |
| 177                                                   | Jay Vine (AUS) (chrono) | AB-4                  |
| Directeur sportif : Fabrizio Guidi, Simone Pedrazzini |                         |                       |

| Israel-Premier Tech IPT                     | Israel-Premier Tech IPT | Israel-Premier Tech IPT |
| ------------------------------------------- | ----------------------- | ----------------------- |
| Num                                         | Coureur                 | Pos                     |
| 181                                         | Dylan Teuns (BEL)       | 9e                      |
| 182                                         | Jakob Fuglsang (DEN)    | NP-8                    |
| 183                                         | Reto Hollenstein (SUI)  | 73e                     |
| 184                                         | Hugo Houle (CAN)        | 21e                     |
| 185                                         | Daryl Impey (RSA)       | NP-7                    |
| 186                                         | Krists Neilands (LAT)   | NP-7                    |
| 187                                         | Nick Schultz (AUS)      | NP-7                    |
| Directeur sportif : Sam Bewley, Steve Bauer |                         |                         |

| Lotto Dstny LTD                                    | Lotto Dstny LTD           | Lotto Dstny LTD |
| -------------------------------------------------- | ------------------------- | --------------- |
| Num                                                | Coureur                   | Pos             |
| 191                                                | Lennert Van Eetvelt (BEL) | NP-7            |
| 192                                                | Johannes Adamietz (GER)   | 62e             |
| 193                                                | Cédric Beullens (BEL)     | NP-4            |
| 194                                                | Pascal Eenkhoorn (NED)    | 58e             |
| 195                                                | Andreas Kron (DEN)        | 82e             |
| 196                                                | Sylvain Moniquet (BEL)    | NP-7            |
| 197                                                | Michael Schwarzmann (GER) | 104e            |
| Directeur sportif : Maxime Monfort, Cherie Pridham |                           |                 |

| Q36.5 Pro Cycling Team Q36                             | Q36.5 Pro Cycling Team Q36 | Q36.5 Pro Cycling Team Q36 |
| ------------------------------------------------------ | -------------------------- | -------------------------- |
| Num                                                    | Coureur                    | Pos                        |
| 201                                                    | Damien Howson (AUS)        | 18e                        |
| 202                                                    | Gianluca Brambilla (ITA)   | AB-2                       |
| 203                                                    | Walter Calzoni (ITA)       | 97e                        |
| 204                                                    | Mark Donovan (GBR)         | 41e                        |
| 205                                                    | Carl Fredrik Hagen (NOR)   | 44e                        |
| 206                                                    | Tobias Ludvigsson (SWE)    | 75e                        |
| 207                                                    | Nickolas Zukowsky (CAN)    | 66e                        |
| Directeur sportif : Alex Sans Vega, Gabriele Missaglia |                            |                            |

| TotalEnergies TEN                               | TotalEnergies TEN            | TotalEnergies TEN |
| ----------------------------------------------- | ---------------------------- | ----------------- |
| Num                                             | Coureur                      | Pos               |
| 211                                             | Peter Sagan (SVK) (route)    | 98e               |
| 212                                             | Maciej Bodnar (POL) (chrono) | 105e              |
| 213                                             | Jérémy Cabot (FRA)           | 81e               |
| 214                                             | Valentin Ferron (FRA)        | 68e               |
| 215                                             | Lorrenzo Manzin (FRA)        | 106e              |
| 216                                             | Daniel Oss (ITA)             | 90e               |
| 217                                             | Paul Ourselin (FRA)          | 52e               |
| Directeur sportif : Lylian Lebreton, Ján Valach |                              |                   |

| Tudor Pro Cycling Team TUD                              | Tudor Pro Cycling Team TUD   | Tudor Pro Cycling Team TUD |
| ------------------------------------------------------- | ---------------------------- | -------------------------- |
| Num                                                     | Coureur                      | Pos                        |
| 221                                                     | Yannis Voisard (SUI)         | NP-7                       |
| 222                                                     | Jacob Eriksson (SWE) (route) | NP-7                       |
| 223                                                     | Alexander Kamp (DEN) (route) | NP-7                       |
| 224                                                     | Arthur Kluckers (LUX)        | NP-7                       |
| 225                                                     | Sébastien Reichenbach (SUI)  | NP-7                       |
| 226                                                     | Joël Suter (SUI) (chrono)    | NP-7                       |
| 227                                                     | Roland Thalmann (SUI)        | NP-7                       |
| Directeur sportif : Sylvain Blanquefort, Marcel Sieberg |                              |                            |

- Liste de départ complète